# Acuerdo comercial entre la Unión Europea y Colombia, Perú y Ecuador
El Acuerdo comercial entre la Unión Europea y Colombia, Perú y Ecuador es un acuerdo comercial entre la Unión Europea y los países de Colombia, Ecuador y Perú, miembros de la Comunidad Andina.
El acuerdo fue firmado entre la Unión Europea y Colombia y Perú el 26 de junio de 2012 en Bruselas, Bélgica. Ecuador decidió sumarse al Acuerdo Comercial firmado el Protocolo de Adhesión el 11 de noviembre de 2016 en Bruselas.
Entró en vigor provisionalmente en Perú el 1 de marzo de 2013, en Colombia el 1 de agosto de 2013 y en Ecuador el 1 de enero del 2017. El 1 de noviembre de 2024 entró en vigor el acuerdo comercial entre la Unión Europea y los países andinos.

## Antecedentes
En el 2007, Unión Europea y la Comunidad Andina emitió un comunicado con el objetivo de llegar a un acuerdo sobre diálogo político, cooperación y comercio. La primera etapa se desarrolló entre julio de 2007 hasta abril de 2008. En enero de 2009 se empezó a negociar el acuerdo comercial entre la Unión Europea y Colombia, Ecuador y Perú. Ecuador suspendió su participación en las negociaciones en julio de 2009. Las negociaciones con Colombia y Perú concluyeron en marzo de 2010. En mayo de 2013, Ecuador comunicó su intención de reanudar las conversaciones, oficialmente se reanudaron en enero de 2014 y concluyeron el 17 de julio de 2014.

## ¿En qué consiste este Acuerdo?
El tratado firmado por parte de la Unión Europea con los países sudamericanos: Colombia, Perú y Ecuador, busca incrementar el nivel de relaciones entre ambas partes. Ha logrado crear varias oportunidades importantes de comercio. La comisión Europea declaró que el acuerdo firmado con los tres países andinos va por buen camino y ha creado bastantes oportunidades que enlazan a ambas partes. "Funciona bien y ha creado importantes oportunidades de negocio".

## ¿Cómo ha beneficiado a los países el haber firmado el tratado?
Desde el año 2017 para Perú y para Colombia ha sido beneficioso, debido a que ha incrementado su volumen de intercambio, ha aumentado en un 6,8% para los dos países que lo firmaron en el 2013. Para Colombia presentó un aumento de 15.7% y para Perú del 20%, Ecuador recién llegado no ha tenido mayor participación en lo que respecta a intercambios.
BKP Economic Advisors presentó en 2021 un estudio con un modelo económico que calcula que el acuerdo con la Unión Europea representó un incremento del PIB de 0,01% para Colombia, un 0,03% para Perú, un 0,16% para Ecuador y un 0,01 para la Unión Europea.

## Acceso a los Mercados.
- Acceso a mercados no agrícolas: Ecuador y la UE acordaron eliminar los aranceles de todos los productos industriales y de pesca ecuatorianos, sin embargo los productos importados hacia Ecuador desde la UE se beneficiaran con un periodo de desgravación arancelaria más largo.
- Acceso a mercados de la UE: Productos agrícolas desde el año 2017 cuentan con un libre acceso al mercado europeo, asimismo ocurre la desgravación arancelaria en algunos productos como el banano o el azúcar.
- Mercados Agrícolas: Estos mercados son el fuerte de los países europeos, productos como el aceite de oliva, las carnes, vino y whisky son los artículos que más exportan e importan, este sigue siendo un pilar fundamental para la economía europea. Por esto no se ha sido posible una liberación completa de comercio en estos productos.

## Propiedad Intelectual.
El Acuerdo introduce varias previsiones sobre propiedad industrial que incluye los inventos, patentes, marcas, dibujos y modelos industriales, indicaciones geográficas de procedencia, protección de datos a ciertos productos regulados y los derechos de autor. Este último comprende varios arreglos sobre obras literarias y artísticas, películas, obras musicales, y de arte o diseños arquitectónicos y las variedades vegetales. Abarca también el tema de la competencia desleal.

## Comercio y Desarrollo Sostenible.
A través del Acuerdo, las partes se comprometen no sólo a cumplir con la legislación laboral y ambiental de cada parte, sino a adoptar los altos niveles de protección ambiental y laboral estipulados dentro de los acuerdos internacionales de la OIT con la finalidad de mejorar la contribución del comercio al desarrollo sostenible. Se basa en la Declaración de Johannesburgo sobre Desarrollo Sostenible de 2002, que afirma que los países asumen la responsabilidad colectiva de promover y fortalecer el desarrollo económico, social y la protección ambiental, pilares interdependientes y sinérgicos del desarrollo sostenible.

## Principales Países de Exportación e Importación
| Exportación  | Importación  |
| ------------ | ------------ |
| España       | Alemania     |
| Países Bajos | España       |
| Alemania     | Países Bajos |
| Italia       | Italia       |
| Francia      | Francia      |
| Bélgica      | Bélgica      |
| Otros        | Otros        |

## Principales productos de Importación de Ecuador desde la Union Europea.
- Maquinaria, artefactos mecánicos y sus partes.
- Combustibles, Aceites y productos afines.
- Farmacéuticos.
- Maquinaria eléctrica y equipamiento.
- Vehículos, parte y accesorios.
- Instrumentos y aparatos, partes y accesorios.

## ¿Cómo afecta el Brexit al acuerdo entre ambas partes?
En el año 2017 Reino Unido anunció su salida de la Unión Europea, el denominado Brexit es una ideología que se lleva desde el año 1973, se busca salir de la UE, lo cual es un derecho reconocido en el artículo 50 del Tratado de la Unión Europea, los países que pertenecen a esta organización pueden regirse a este artículo para pedir la salida. La respectiva salida de Reino Unido de la UE provocó un desconcierto en los países sudamericanos, pero se logró que se establezca un acuerdo comercial, esto con el fin de que se continúe con las diferentes preferencias que existen entre ambos bloques económicos. Perú es el único de los tres países en tener una mayor participación con el Reino Unido. En el 2018 Perú se encargó de exportar más de $700 millones de dólares, este es considerado uno de los valores más altos de las últimas 2 décadas, para ser exactos de los últimos 14 años. Otros datos positivos para Perú, ha sido que los envíos no tradicionales alcanzaron su mayor valorización que fue de $407 millones de dólares americanos. Perú se ha convertido en el segundo proveedor de frutas del Reino unido. Actualmente el país europeo es el sexto socio comercial dentro del bloque de la Unión Europea.

## Transparencia.
Siendo la transparencia uno de los pilares principales del Acuerdo, las partes deben informar sobre cualquier cambio en sus reglamentos técnicos, procedimientos de evaluación de conformidad, o aquellos adoptados por temas de seguridad, salud pública o protección del medio ambiente que se planea implementar. Se otorgará un plazo de 60 días, o hasta 90 días, para que los socios presenten sus observaciones a estos reglamentos. Además, se dará un plazo de seis meses antes de la entrada en vigor de los nuevos instrumentos para que los operadores puedan adaptar sus estándares a los requisitos aprobados. Todos los requisitos técnicos deben estar disponibles al público, en un sitio web oficial gratuito, de manera que sean de fácil ubicación y acceso.

## Instrumentos de defensa comercial.
En el Capítulo II del Título III del Acuerdo Comercial, las Partes reafirman sus derechos y obligaciones derivados del Acuerdo Antidumping, del Acuerdo sobre Subvenciones y del Acuerdo sobre Normas de Origen de la OMC. En este sentido, las partes deben asegurar que su legislación nacional en materia de defensa comercial sea compatible con las reglas pertinentes de la OMC.
- Medidas Antidumping: La OMC define el dumping cómo la situación cuando una empresa exporta un producto a un precio inferior al que se aplicaría normalmente en el mercado de su propio país, o por debajo del precio de costo de producción. El Acuerdo Antidumping de la OMC define instrumentos destinados a corregir estas situaciones, conocidos como medidas antidumping, ampliamente utiliza- das hoy en día.[13] Como en otras áreas, estas medidas también están previstas en el Acuerdo entre Ecuador y la Unión Europea.[13]
- Subvención y derechos compensatorios: La OMC excluye la utilización de subvenciones prohibidas y reglamenta las medidas que los países pueden adoptar para contrarrestar sus efectos. Un país puede utilizar el procedimiento de solución de diferencias de la OMC para tratar de lograr la eliminación de una subvención prohibida o de sus efectos desfavorables. También se contempla la posibilidad de que el país pueda iniciar su propia investigación y aplicar derechos especiales, denominados derechos compensatorios, a las importaciones, siempre y cuando se demuestre que las subvenciones perjudican a los productores nacionales.[14]
- Medidas de Salvaguardia multilateral: La OMC califica una medida de salvaguardia como "medida de urgencia" a la restricción cuantitativa de las importaciones a un país que se considera amenazado, por el exceso de importaciones de un determinado producto, siempre y cuando dichas exportaciones induzcan un daño o su amenaza a la producción nacional.[12]

## Seguimiento del Acuerdo y solución de controversias.
Los acuerdos requieren de un cierto nivel de institucionalidad y plataformas de contacto regular que realicen el seguimiento de su cumplimiento. Tanto para el seguimiento del Acuerdo, como la solución de conflictos se establece un Comité de Comercio, columna vertebral del Acuerdo, que está conformado por una serie de subcomités temáticos.
Existen Un comité de comercio y ocho subcomités que tratan diferentes ámbitos como:
- Agricultura.
- Obstáculos técnicos al comercio.
- Acceso a los mercados.
- Medidas sanitarias y fitosanitarias.
- Comercio y desarrollo sostenible.
- Propiedad Intelectual.
- Aduanas, facilitación del comercio y reglas de origen.
- Compras públicas.

Para la solución de controversias se estableció un mecanismo, antes de empezar el procedimiento arbitral, las partes están comprometidas a encontrar una solución de buena fe.
(Título XII). En caso de que las partes de la controversia no llegasen a una solución a través de este mecanismo, la parte reclamante puede iniciar un procedimiento arbitral cuyo resultado será vinculante para las partes.

## Condiciones de los buques entre ambas partes
Estas condiciones están dadas para que se han aplicadas dependiendo del lugar en que se haya capturado la pesca:
1. Si la pesca se ha capturado en las aguas territoriales de Colombia, Ecuador y Perú: la pesca será originaria de Colombia, Ecuador o Perú.
2. Si la pesca se ha capturado en las aguas territoriales de la UE: la pesca será originaria de la UE.
3. Si la pesca se ha capturado a entre 12 y 200 millas de la ZEE de Perú/Colombia/Ecuador, será originaria de Perú/Colombia/Ecuador si ha sido capturada por un buque de la UE o de Perú/Colombia/Ecuador:

- Que esté matriculado o registrado en un estado de la UE o en un país andino signatario;
- Que enarbole el pabellón de un estado de la UE o de un país andino signatario;
- Que cumpla las siguientes condiciones:
  - Que pertenezca al menos en un 50 % a nacionales de un estado de la UE o de un país andino signatario; o
  - Que pertenezca a personas jurídicas que:
    - Tengan su sede central o su principal base de operaciones en un estado de la UE o en un país andino signatario.
    - Que pertenezca al menos en un 50 % a entidades públicas o a nacionales de un estado de la UE o a un país andino signatario.

4. Si se ha capturado la pesca en aguas internacionales, esta tendrá la nacionalidad del buque que la haya capturado. El buque tendrá que cumplir las siguientes condiciones:
- Que esté matriculado o registrado en un estado de la UE o en un país andino signatario;
- Que enarbole el pabellón de un estado de la UE o de un país andino signatario;
- Que cumpla las siguientes condiciones:
  - Que pertenezca al menos en un 50 % a nacionales de un estado de la UE o a un país andino signatario; o
  - Que pertenezca a personas jurídicas que:
    - Tengan su sede central o su principal base de operaciones en un estado de la UE o en un país andino signatario; y
    - Que pertenezca al menos en un 50 % a entidades públicas o a nacionales de un estado de la UE o a un país andino signatario.

5. Si la pesca se captura a entre 12 y 200 millas de la ZEE de la UE, el pescado será originario de la UE si ha sido capturado por un buque:
- Que esté matriculado o registrado en un estado de la UE o en un país andino signatario;
- Que enarbole el pabellón de un estado de la UE o de un país andino signatario;
- Que cumpla las siguientes condiciones:
  - Que pertenezca al menos en un 50 % a nacionales de un estado de la UE o a un país andino signatario; o
  - Que pertenezca a personas jurídicas que:
    - Tengan su sede central o su principal base de operaciones en un estado de la UE o en un país andino signatario; y
    - Que pertenezca al menos en un 50 % a entidades públicas o a nacionales de un estado de la UE o a un país andino signatario.[15]